# 广西菜豆树
广西菜豆树（学名：Radermachera glandulosa）是紫葳科菜豆树属的植物。分布于老挝、印度尼西亚、泰国、缅甸、印度、马来西亚以及中国大陆的广西、广东等地，生长于海拔870米的地区，常生于次生、原始林内或灌丛中，目前尚未由人工引种栽培。